# Henadz Navitski
Henadz Vasilevitj Navitski (belarusiska: Гена́дзь Васі́левіч Наві́цкі, łacinka: Hienadź Vasilevič Navicki, ryska: Генна́дий Васи́льевич Нови́цкий, Gennadij Vasiljevitj Novitskij), född den 2 januari 1949 i Mogilev, Vitryska SSR, Sovjetunionen (nuvarande Mahiljoŭ, voblastet Mahiljoŭ, Belarus), är en belarusisk politiker och Belarus premiärminister 10 oktober 2001–10 juli 2003. Han var dessförinnan tillförordnad premiärminister från 1 oktober 2001.